# Bročice
Bročice su naselje u Republici Hrvatskoj u Sisačko-moslavačkoj županiji, u sastavu grada Novske.

## Zemljopis
Bročice su južno prigradsko naselje Novske nalaze se na cesti prema Jasenovcu.

## Stanovništvo
Prema popisu stanovništva iz 2011. godine Bročice su imale 964 stanovnika.
| broj stanovnika |       |       |       |       | 74    | 179   | 472   | 318   | 740   | 501   | 577   | 819   | 966   | 1061  | 967   | 964   | 787   |
|                 | 1857. | 1869. | 1880. | 1890. | 1900. | 1910. | 1921. | 1931. | 1948. | 1953. | 1961. | 1971. | 1981. | 1991. | 2001. | 2011. | 2021. |